# Walkthrough (软件工程)
在软件开发中，walkthrough（或walk-through ）也稱為走查，是一種软件同行检查（software peer review），具体来说，设计者或开发者带着开发团队的成员们、其他有兴趣团队瀏覽软件产品（software product）的內容，然后参与者将会对可能发生的错误、违背开发标准的行为以及其他问题进行提问与批注。審查也可以由評估者或專家來進行，在一些規範或標準裡，是建議（甚至要求）的作法。
这里所说的软件产品有两种说法，一种是指技术文档；另一种则是IEEE定义的，可以是设计文档、程序源码、用例（use case）、业务过程定义、测试例子（test case）标准、技术文档都可以。
walkthrough和軟體技術審查不同，walkthrough不限定其結構，而且其目的是是讓成員熟番軟體，walkthrough也和軟體檢查不同，walkthrough可以提出對檢查软件产品的修改建議。不過walkthrough不會直接關注訓練、流程改善、流程量測及產品量測。

## 流程
walkthrough的進行可以不拘格式，也可以用IEEE 1028中所述的程序進行（可參考軟體審查）。

## 目的和參與者
一般來說，walkthrough有一個或二個廣泛的目的：得到對於文件內容或是文件技術品質的意見，讓參與者熟悉文件的內容。
通常walkthrough會由技術文件的作者發起。所有有興趣，或是在技術方面符合資格的人員（可能是同一個專案，或是不同專案）都可以參與。
IEEE 1028有建議軟體審查中要有三個角色，這也可以用在walkthrough裡：
- 作者：在walkthrough會議中逐步的說明軟體或文件，可能也要負責多的待辧事項
- walkthrough帶領者：進行walkthrough，處理管理相關的任務，確保任務有序的進行（多半是由作者進行）
- 紀錄：記錄在walkthrough過程中的發現所有異常（潛在的缺陷或程序错误）、決策以及待辧事項。

## 延伸閱讀
- O'Regan, Gerard. . Undergraduate Topics in Computer Science. London: Springer London. 2011  [2023-03-22]. ISBN 978-0-85729-171-4. S2CID 9037690. doi:10.1007/978-0-85729-172-1.